# Ethan Vishniac
Ethan Tecumseh Vishniac é um astrofísico americano, filho de Wolf V. Vishniac, e neto de Roman Vishniac.  Ele é o editor chefe do Astrophysical Journal, diretor do Centro para Ciências Astrofísicas e professor de astronomia na Universidade McMaster em Hamilton. Sua esposa Ilene Busch-Vishniac, ex-reitora da Fauculdade de Engenharia na Johns Hopkins University, é a recém-nomeada vice-presidente da Universidade McMaster.  

## Instabilidade Vishniac
Sua mais conhecida obra científica é o estudo de instabilidades em estendidas ondas de propulsão. Em Vishniac (1983), ele demonstrou que uma onda de propulsão expandindo num suficientemente compressível meio tempo estaria submetida a uma sobreestabilidade linear crescendo como a raiz quadrada de tempo. Isso é normalmente conhecido a instabilidade Vishniac, e geralmente ocorre em qualquer suficientemente magra laje saltada por um choque em um lado e uma descontinuidade de contato para uma região de temperatura mais alta. Em Vishniac (1994), Ethan depois demonstrou que uma suficientemente magra laje saltadora por choques em ambos os lados é submetida a uma instabilidade não-linear, normalmente descrita como uma instabilidade não-linear de concha magra
(NTSI).  
Ele também trabalhou com sucesso em cosmologia e a teoria de dínamos astrofísicos.